# Ключи (Городецкий район)
Ключи́ — деревня в Городецком районе Нижегородской области. Входит в состав Бриляковского сельсовета.

## История
В 1965 году указом Президиума Верховного Совета РСФСР деревня Пьяново переименована в Ключи.

## Население
| 2002 | 2010 |
| ---- | ---- |
| 4    | ↘1   |